# Frank van der Struijk
Frank van der Struijk est un footballeur néerlandais né le 28 mars 1985 à Boxtel.

## Carrière
- 2003-2008 : Willem II Tilburg  Pays-Bas
- 2008- : Vitesse Arnhem  Pays-Bas
  - 2010 : Willem II Tilburg  Pays-Bas (prêt)[1]

## Palmarès

### En sélection
Pays-Bas espoirs
- EURO Espoirs
  - Vainqueur (1) : 2007